# 1794
| 1794               |
| ------------------ |
| Dødsfald - Fødsler |
| • Begivenheder     |

| Gregoriansk kalender | 1794 MDCCXCIV           |
| Ab urbe condita      | 2547                    |
| Armensk kalender     | 1243 ԹՎ ՌՄԽԳ            |
| Kinesiske kalender   | 4490 – 4491 癸丑 – 甲寅 |
| Etiopisk kalender    | 1786 – 1787             |
| Jødisk kalender      | 5554 – 5555             |
| Hindukalendere       |                         |
| - Vikram Samvat      | 1849 – 1850             |
| - Shaka Samvat       | 1716 – 1717             |
| - Kali Yuga          | 4895 – 4896             |
| Iransk kalender      | 1172 – 1173             |
| Islamisk kalender    | 1209 – 1210             |

Konge i Danmark: Christian 7. 1766-1808
Se også 1794 (tal)

## Begivenheder

### Januar
- 3. januar – Århus Stiftstidende udkommer første gang

### Februar
- 3. februar - Det Schouboeske Institut oprettes
- 4. februar – Frankrig forbyder slaveri på fransk territorium.
- 26. februar – Det første Christiansborg brændte

### Marts
- 27. marts - USA's flåde oprettes

### Juli
- 12. juli - Den britiske admiral Nelson mister sit ene øje under belejringen af Calvi på Korsika.
- Juli-august – Den store tømrerstrejke i København
- 27. juli – Jakobinerstyret i Frankrig styrtes

### August
- 5. august - under Tømrerstrejken arresterer politiet 200 tømrersvende og sætter dem i Kastellet

### September
- 28. september - England, Østrig og Rusland danner alliance mod Frankrig.

## Født
- 21. februar – Antonio López de Santa Anna, mexicansk præsident og general (død 1876).
- 14. juni – Anna Christiane Ludvigsen, dansk digter (død 1884).
- 27. december – Christian Albrecht Bluhme, dansk jurist, politiker, og minister (død 1866).

## Dødsfald
- 6. april – Georges Danton, fransk revolutionær (henrettet, født 1759).
- 27. juni – Wenzel Anton von Kaunitz, tidl. østrigsk udenrigsminister (født 1711).
- 28. juli – Maximillien Robespierre, fransk revolutionær (henrettet, født 1758).